# Anders Levermann
Anders Levermann est climatologue à l'Institut de recherche sur l'impact climatique de Potsdam et à l'Université Columbia. Il est professeur de dynamique du système climatique à l'Institut de physique et d'astrophysique de l'Université de Potsdam, en Allemagne. Il est impliqué dans le rapport d'évaluation du Groupe d'experts intergouvernemental sur l'évolution du climat depuis 2004 (auteur contributeur du chapitre sur le paléoclimat du quatrième rapport d'évaluation, auteur principal du chapitre sur le changement du niveau de la mer du cinquième rapport, auteur principal de l'océan, de la cryosphère et le chapitre sur le niveau de la mer du sixième rapport d'évaluation). Levermann conseille les acteurs politiques et économiques sur la question du changement climatique.

## Biographie
Né en 1973 à Bremerhaven en Allemagne, Anders Levermann étudie la physique aux universités de Marbourg et de Kiel en Allemagne. Il obtient son diplôme en 1999. Au cours de son doctorat en physique théorique à l'Institut Weizmann des sciences, en Israël, il travaille sous la direction d'Itamar Procaccia sur les modèles de croissance fractale dans le domaine général de la physique statistique.
Levermann obtient son doctorat en physique théorique en 2003, après quoi il commence à travailler sur la dynamique climatique à l'Institut de Potsdam pour la recherche sur l'impact climatique. Initialement postdoc avec une bourse de la fondation Gary-Comer, il devient professeur junior en 2006. Depuis octobre 2007, il est chercheur principal à l'Institut de Potsdam pour la recherche sur l'impact climatique et professeur de dynamique du système climatique à l'Institut de physique de l'Université de Potsdam, en Allemagne. Ses recherches portent sur les éléments de basculement du système climatique et les conséquences économiques du changement climatique.
Depuis 2012, il dirige le domaine de recherche sur les solutions durables au problème climatique à l'Institut de recherche sur l'impact climatique de Potsdam, en collaboration avec l'économiste en chef du PIK, Ottmar Edenhofer (en). Dans certains articles de journaux, par exemple dans le Frankfurter Allgemeine Zeitung et The Guardian, il émet l'hypothèse qu'il existe une limite à la capacité d'adaptation de notre société actuelle. Dans un commentaire de la revue scientifique Nature, il appelle à un système d'information accessible au public pour induire une "adaptation globale" de nos chaînes d'approvisionnement.
En août 2020, Levermann souligne l'urgence de la crise climatique et la nécessité de passer à un système économique totalement sans émissions. Dans un article du Frankfurter Allgemeine Zeitung de juillet 2021 "Le repli du monde", Levermann souligne que la durabilité doit "être un progrès, pas une régression, si elle doit servir les gens". Il suggère un nouveau récit pour la société en ligne avec le principe de pliage de la théorie du chaos qui permet une croissance infinie dans un espace fini. En tant que modèle conceptuel, il fait référence au principe mathématique du pliage comme une "croissance dans la diversité" causée par des limites au lieu d'une expansion à l'infini.